# Moara de apă din Brînzeni
Moară de apă este o moară amplasată în Brînzeni, raionul Edineț, Republica Moldova. Este un monument istoric și arhitectural de importanță națională inclus în Registrul monumentelor Republicii Moldova ocrotite de stat cu nr. 827 (raionul Edineț). Datează de la sf. sec. XIX.